# 维里欧蒙
维里欧蒙（法語：Wiry-au-Mont，法語發音：[wiʁi o mɔ̃]）是法国上法蘭西大區索姆省的一个市镇，属于阿布维尔区。

## 地理
维里欧蒙（49°57'47"N, 1°50'23"E）面积4.81 平方千米，位于法国上法蘭西大區索姆省，该省份为法国北部沿海省份，北起加来海峡省和北部省，西接滨海塞纳省和大西洋英吉利海峡，南至瓦兹省，东临埃纳省。
与维里欧蒙接壤的市镇（或旧市镇、城区）包括：梅雷勒萨尔、阿勒里、锡泰尔讷、方丹勒塞克、韦尔日、瓦雷勒。

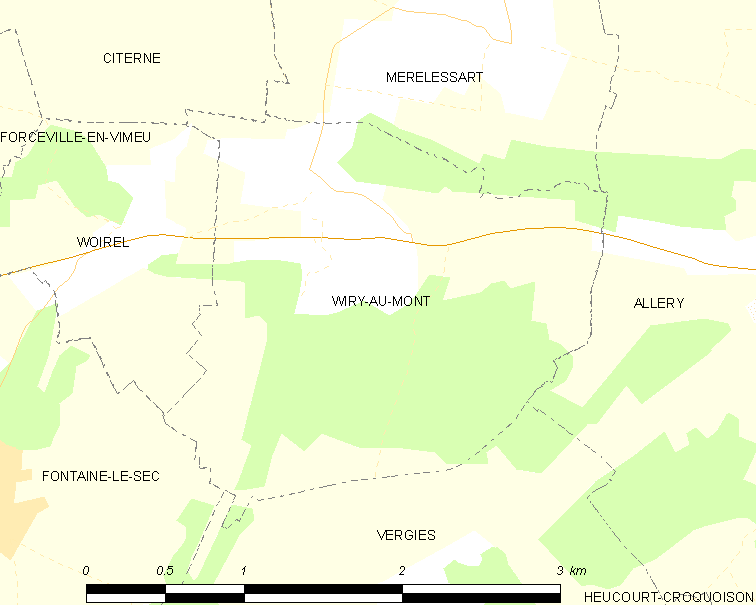
维里欧蒙的OSM定位图

维里欧蒙的时区为UTC+01:00、UTC+02:00（夏令时）。

## 行政
维里欧蒙的邮政编码为80270，INSEE市镇编码为80825。

## 政治
维里欧蒙所属的省级选区为加马什县。

## 人口

1962-2008年间维里欧蒙人口变化图示

维里欧蒙于2022年1月1日时的人口数量为105人。